# Vrije stad Danzig (1807-1814)

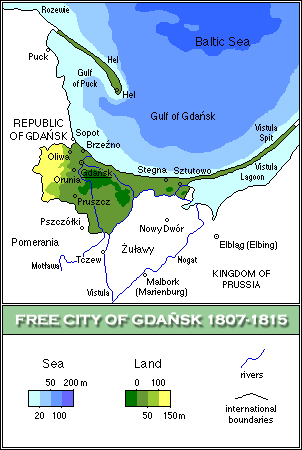
Vrije Stad Danzig 1807-1815

De vrije stad Danzig of republiek Danzig was een napoleontische vazalstaat die bestond van 1807 tot 1814. Deze staat bestond uit de stad Danzig (Pools: Gdańsk) en de landelijke gebieden daaromheen aan de monding van de Weichsel (Wisła) en een deel van het schiereiland Hel.

## Geschiedenis
Danzig behoorde sinds de Tweede Poolse Deling (1793) tot Pruisen. In 1807 werd de stad in opdracht van Napoleon veroverd door maarschalk François Joseph Lefebvre, die hierop de titel hertog van Danzig ontving. Danzig en een gebied van twee Duitse mijl in de omtrek werd in de Vrede van Tilsit (1807) tot vrije stad onder bescherming van Saksen en Pruisen verklaard.
De macht in Danzig lag de facto echter bij de Franse gouverneur Jean Rapp die er Franse soldaten liet inkwartieren en de stad buitensporige sommen geld deed opbrengen. Het Continentaal stelsel verstoorde de handel met Engeland. Na Napoleons mislukte Russische veldtocht belegerden Russische troepen de stad voor een periode van 11 maanden in 1813. Uiteindelijk gaven de Fransen zich op 17 november over. Het Franse garnizoen werd in opdracht van tsaar Alexander I naar Rusland afgevoerd.
Het Congres van Wenen kende Danzig al in 1814 toe aan Pruisen, dat het weer bij de provincie West-Pruisen indeelde en de oude grondwet herstelde.
Ook in de periode 1920-1939 was Danzig een vrije stad, zie vrije stad Danzig (1920-1939).

## Bestuur

### Gouverneurs
- 1807: François Joseph Lefebvre
- 1807-1809: Jean Rapp
- 1809-1810: Michał Grabowski (a.i.)
- 1810-1814: Jean Rapp
- 1814: Friedrich Ehrhard Fabian von Massenbach

### Senaatspresidenten
- 1807-1808: Karl Friedrich von Gralath
- 1808-1809: Daniel Andreas Zernecke
- 1809-1810: Karl Renner
- 1810-1811: Jacob Ernst Schumann
- 1811-1812: Gottlieb Hufeland
- 1812-1813: Daniel Andreas Zernecke
- 1813-1814: Jacob Ernst Schumann